# M 28 (звёздное скопление)
M 28 (также известно как Мессье 28 и NGC 6626) — шаровое звёздное скопление в созвездии Стрельца.

## История открытия
Скопление было открыто Шарлем Мессье в 1764 году.

## Характеристики
M28 находится на расстоянии от 18 000 до 19 000 световых лет от Земли.
В скоплении обнаружено 18 переменных звёзд типа RR Лиры. В 1987 году M 28 стало вторым шаровым скоплением, где был обнаружен миллисекундный пульсар IGR J18245-2452 (первым скоплением было M 4). Позже IGR J18245-2452 был дважды переоткрыт в 2005 и 2013 годах, так как периодически исчезал из радиодиапазона на несколько лет, «превращаясь» в рентгеновский пульсар.

## Наблюдения

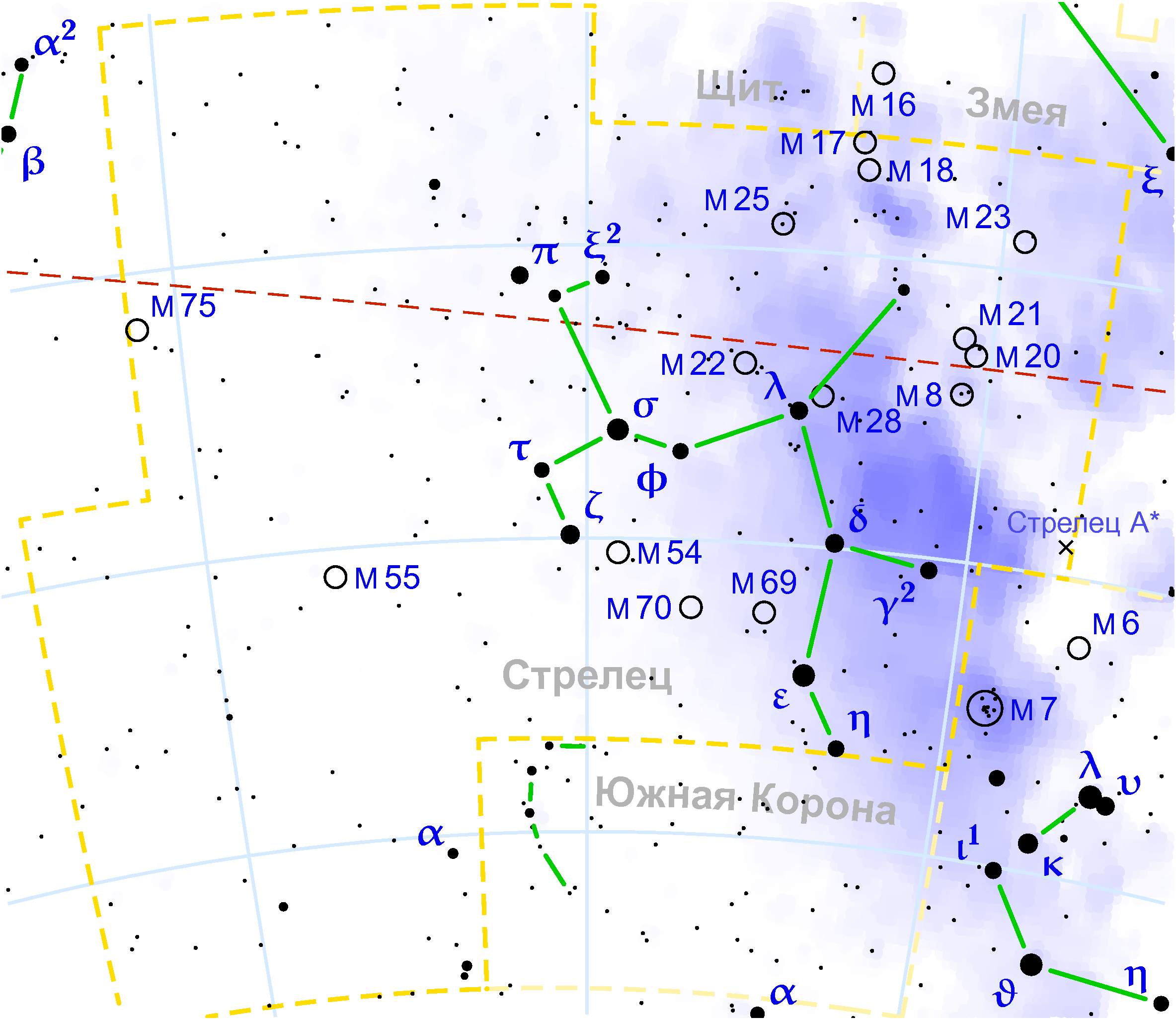
Шаровое скопление M 28 находится в созвездии Стрельца

Это шаровое скопление находится прямо в центре летнего созвездия Стрельца, в градусе на северо-запад от звезды λ Sgr. Скопление умеренно яркое, для его поисков потребуется хороший бинокль, а для рассматривания и начального разрешения на звезды телескоп апертурой 150—200 мм. Выделяется яркое и плотное ядро скопления, идеально круглая форма, несколько звёзд фона по соседству. В средних широтах северного полушария Земли условия для наблюдений М28 не самые лучшие, так как находится невысоко над горизонтом.

### Соседи по небу из каталога Мессье
- M 22 — (на запад) одно из самых ярких шаровых скоплений;
- M 8 — (еще дальше на запад) большая туманность «Лагуна»;
- M 25 — (на север) большое и для рассеянных довольно богатое на звезды скопление;
- M 24 — (на северо-запад) яркий фрагмент Млечного Пути;
- M 54, M 69 и M 70 — цепочка из тусклых шаровых скоплений в южной части Стрельца.

### Последовательность наблюдения в «Марафоне Мессье»
…M 6 → M 22 → M 28 → M 69 → M 54…